# تشكاب (فريمان)
تشكاب (بالفارسية: چکاب) هي قرية تقع في قسم فريمان الريفي في إيران. يقدر عدد سكانها بـ 29 نسمة بحسب إحصاء 2016.